# Melchior Steidl
Martin Melchior Michael Steidl (* 10. November 1657 in Innsbruck; † 4. August 1727 in München) war ein Tiroler Maler und Freskenmaler. Er gilt als ein bedeutender Vertreter der Freskomalerei seiner Zeit.

## Leben
Melchior Steidl wurde als Sohn des erzherzoglichen Kammerdieners und Leibbarbiers Christoph Steidl und dessen Frau Sabina Prezon in Innsbruck geboren. Er war das fünfte von sieben Kindern der Familie. Über seine Lehrjahre ist wenig bekannt, doch arbeitete er später als Geselle bei Johann Anton Gumpp in München, einem Schüler des Innsbrucker Malers Egid Schor. Gumpp führte Steidl in die Freskotechnik ein, insbesondere in das sogenannte Cortona-System, das das Hauptbild in einen gemalten architektonischen Rahmen setzt.
1687 erlangte Steidl die Meistergerechtigkeit in München und trat der dortigen Malerzunft bei. Im Jahr darauf heiratete er Susanna Dobries, die Tochter eines Malers aus Brixen, und führte die Werkstatt ihres verstorbenen Vaters fort. Aus dieser Ehe gingen fünf Kinder hervor. Nach dem Tod seiner ersten Frau heiratete Steidl zwei weitere Male. Sein Wohnsitz in der Münchner Pfistergasse, den er 1711 erwarb blieb bis zu seinem Tod sein Zuhause.

## Werk

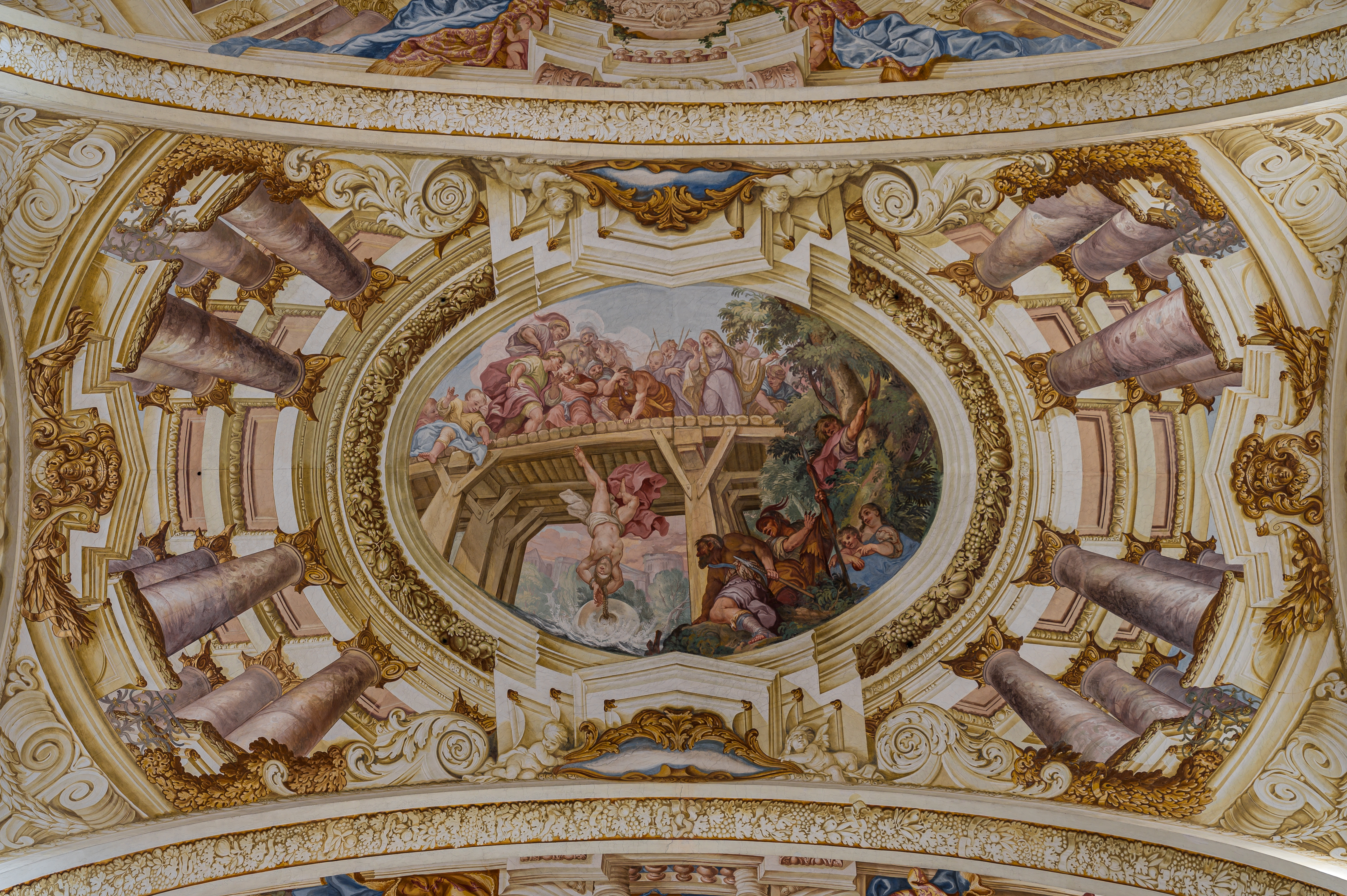
Deckenfresko in der Stiftsbasilika Sankt Florian

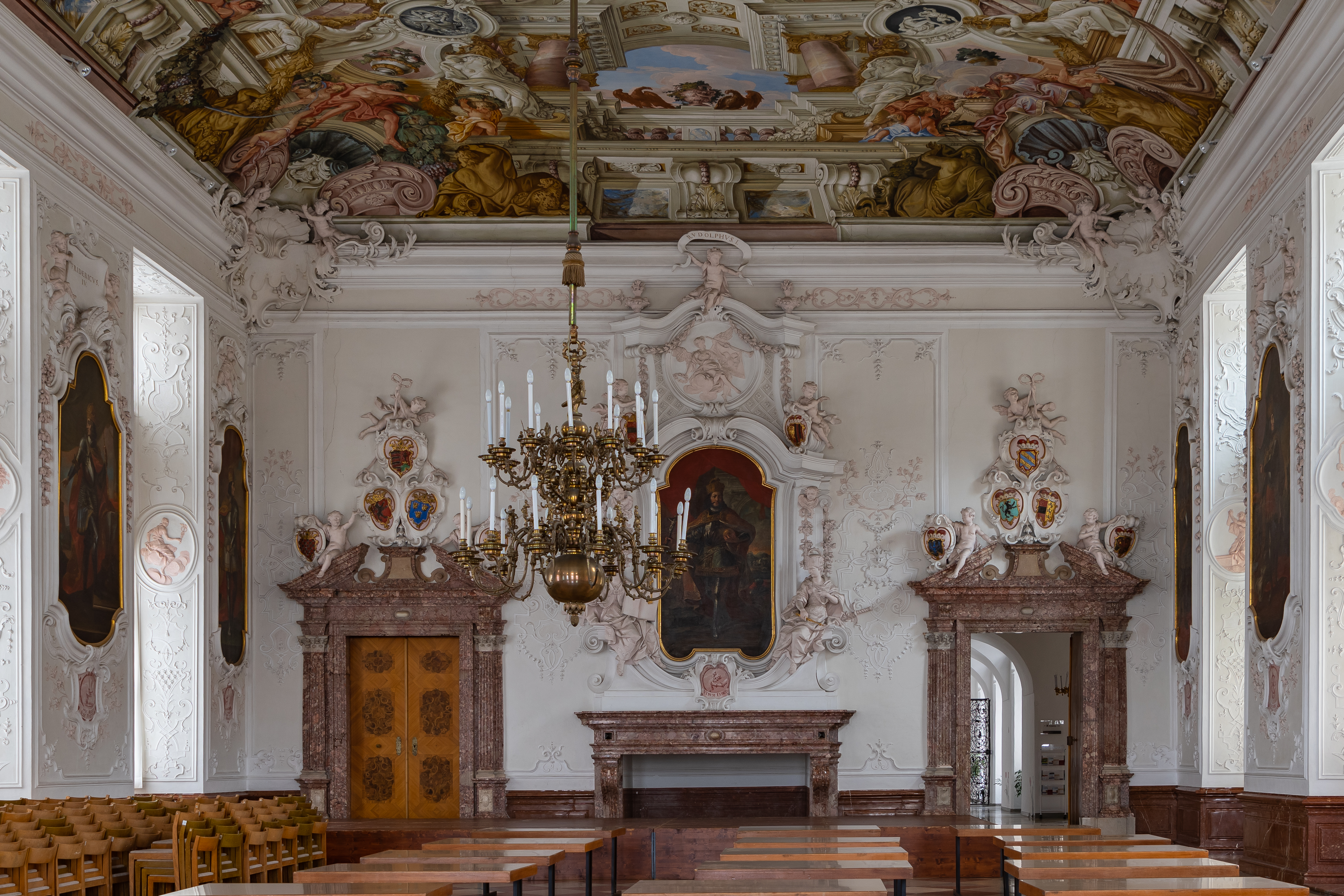
Deckenfresko im Kaisersaal des Stifts Kremsmünster

Steidl begann seine Karriere mit der Zusammenarbeit mit Johann Anton Gumpp, unter anderem bei den Fresken der Stiftskirche St. Florian in Oberösterreich (1690–1695). Sein Schaffen umfasst eine Vielzahl von Werken in Österreich, Bayern und darüber hinaus.
Eine Übersicht der Arbeiten nach Region:
- Oberösterreich: Fresken in der Stiftskirche und Sakristei von Stift Sankt Florian, im Kaisersaal von Stift Kremsmünster (1696 und 1697), sowie in den Gewölben des Stift Lambach (1697).
- Bayern: Fresken im Kaisersaal des Oberen Schlosses in Arnstorf (1715), gut erhalten, sowie Werke in der Karmelitenkirche in Straubing (1702) und im Obermünster in Regensburg (1704).
- Franken: Fresken in Würzburg (1706), Bamberg (1707–1709) und Kloster Banz (1716).